# アメリカン・フィクション
『アメリカン・フィクション』（原題: American Fiction）は、パーシヴァル・エヴェレットの2001年の小説『イレイジャー（原題）』を原作に、コード・ジェファーソン（長編監督処女作）が脚本・監督を務めた2023年製作のアメリカ合衆国のコメディドラマ映画。
出演はジェフリー・ライト、トレイシー・エリス・ロス、エリカ・アレクサンダー、レスリー・アガムズ、スターリング・K・ブラウン、マイラ・ルクレシア・テイラー、ジョン・オーティス、イッサ・レイ、アダム・ブロディ。
2023年9月8日、第48回トロント国際映画祭で特別封切され、観客賞を受賞。同年12月15日にAmazon MGMスタジオ・ディストリビューションを通じてオライオン・ピクチャーズより劇場公開された。日本国内では劇場公開されず、Amazon Prime Videoで2024年2月27日から独占配信公開された。

## 出演者と登場人物
※括弧内は日本語吹替
- セロニアス・「モンク」・エリソン - ジェフリー・ライト（多田野曜平）
- リサ - トレーシー・エリス・ロス（木村香央里）
- コラライン - エリカ・アレクサンダー（藤本喜久子）
- アグネス - レスリー・アガムズ（おまたかな）
- クリフ - スターリング・K・ブラウン（斎藤寛仁）
- ロレイン -マイラ・ルクレシア・テイラー（田中奏多）
- アーサー - ジョン・オーティス（魚建）
- シンタラ - イッサ・レイ（小林さとみ）
- ワイリー - アダム・ブロディ（細川祥央）
- ダニエル - キース・デイヴィッド（玉野井直樹）
- ウィルソン - ニール・ラーナー（岡田雄樹）
- アイリーン - ジェン・ハリス（寺門真希）
- メイナード - レイモンド・アンソニー・トーマス（菊池通武）
- ポーラ - ミリアム・ショー（渡辺ゆかり）
- ジョン - マイケル・シリル・クレイトン（玉井勇輝）
- カール - J・C・マッケンジー（菊池康弘）
- マンディ - パトリック・フィッシュラー（西垣俊作）
- ボルケス - グレタ・クィスペ（濱口綾乃）
- 私服警官：マイケル・マルヴェスティ（平林剛）
- 女性アナウンサー（新井笙子）
- アシスタント（西村健志）

日本語版制作スタッフ
演出：高橋剛、翻訳：おぐちゆり、制作：ブロードメディア

## 作品
2022年11月10日、ジェフリー・ライトがパーシバル・エベレットの小説『イレイジャー（原題）』を原作としてコード・ジェファーソンが脚本・監督を務めるタイトル未定の映画に出演することが報じられた。
Tｰストリート・プロダクションズとメディア・ライツ・キャピタルが製作を担当する。2022年12月2日、エリカ・アレクサンダー、レスリー・アガムズ、スターリング・K・ブラウン、マイラ・ルクレシア・テイラー、ジョン・オーティス、イッサ・レイ、アダム・ブロディらも出演することが発表された。 映画は12月初旬にボストンで製作を終えた。同月、オライオン・ピクチャーズがこの映画の世界配給権を獲得した。2023年7月、タイトルは『アメリカン・フィクション（原題）』と公表された。

## 公開
映画の世界初上映は、2023年9月8日に第48回トロント国際映画祭で行われた 。米国では同年12月15日に劇場公開。日本国内ではAmazon Prime Videoで2024年2月27日から独占配信公開。

## 評価

### 批評家の反応
映画評論サイト『Rotten Tomatoes』では、24人の批評家のレビューのうち96％が好意的で、平均評価は8.2/10。加重平均を用いるレビュー収集サイト『Metacritic』では、12人の批評家による評価で100点満点中83点を付け、「普遍的な称賛」を示している。

### 受賞
トロント国際映画祭では観客賞を受賞し、オライオン・ピクチャーズとメトロ・ゴールドウィン・メイヤーの作品としては初の受賞となった。